# Пол Кобли
Пол Кобли (на английски: Paul Cobley, р. 24 април 1963 г.) е английски семиотик и наратолог, професор по семиотика и комуникации в London Metropolitan University и професор по език и медии в лондонския Middlesex University (от 2013 г.). Вицепрезидент (избран през 2009 г.) и президент (избран през 2014 г.) на Международната асоциация за семиотични изследвания (на английски: International Association for Semiotic Studies).

## Биография
Пол Кобли е магистър по история на Университета на Съсекс и доктор по американистика в City Polytechnic.
Става щатен университетски преподавател през 1992 г.
Член е на редакционните колегии на списанията Subject Matters (един от основателите; 2004-), Social Semiotics (2004-) и Cybernetics and Human Knowing (2007-), както и на редакционните съвети на списанията Chinese Semiotic Studies (2009-), Biosemiotics (2010-), Semiotica (2004-), Signs (2006-) и Sign Systems Studies (2008-).

## Пол Кобли в България
Пол Кобли участва в работата на Петата международна ранноесенна школа по семиотика на Нов български университет (септември 1999), а също и в Седмата (септември 2001) и Дванадесетата (септември 2006), организирани от Югоизточноевропейския център за семиотични изследвания на НБУ.

## Признание
- През 2014 г. получава най-високото отличие в областта на семиотиката - наградата „Томас Сибиък“.[8]
- Сборник в чест на 60-ия рожден ден на Пол Кобли: специална книжка на списание Chinese Semiotic Studies 19(1), 2023.